# Исабел Ордас
Исабел Ордас Луенго (на испански: Isabel Ordaz) е испанска телевизионна, театрална и кино актриса, станала особено популярна с участието си в сериалите „Щурите съседи“ и „Новите съседи“.

## Биография
Исабел Ордас е родена на 1 януари 1957 г. в Мадрид.
Проявява интерес към театъра в младежките си години. Първия си късометражен филм заснема през 1982 г., озаглавен Eres mi gula, а след него идват и няколко други – Salida de misa de doce del Pilar, заснет също през 1982 г., и El vividor II през 1983 г.
През остатъка на 1980-те години, тя участва в редица театрални постановки, късометражни филми и второстепенни изяви в киното, сред които трябва да се отбележи участието ѝ през 1986 г. във филма на Фернандо Труеба El año de las luces. През 1987 г. започва участието си в знаменития детски сериал Los mundos de Yupi, в ролята на Берта. Тази роля дава сериозен тласък в кариерата на Ордас.